# 조피 폰 데어 팔츠 공녀
조피 폰 데어 팔츠 공녀(Sophie, Prinzessin von der Pfalz, 1630년 10월 14일 - 1714년 6월 8일) 또는 조피 폰 하노버(Sophie von Hannover)는 현재 영국 왕위 계승자들의 직계 조상으로서, 조지 1세의 어머니이다.
또한 프로이센의 프리드리히 대왕의 외증조할머니도 된다. 그의 딸 조피 샤를로테는 프로이센의 프리드리히 1세와 결혼하여 프로이센의 왕비가 된다. 그녀의 아들로는 프리드리히 빌헬름 1세가 있다.

## 생애

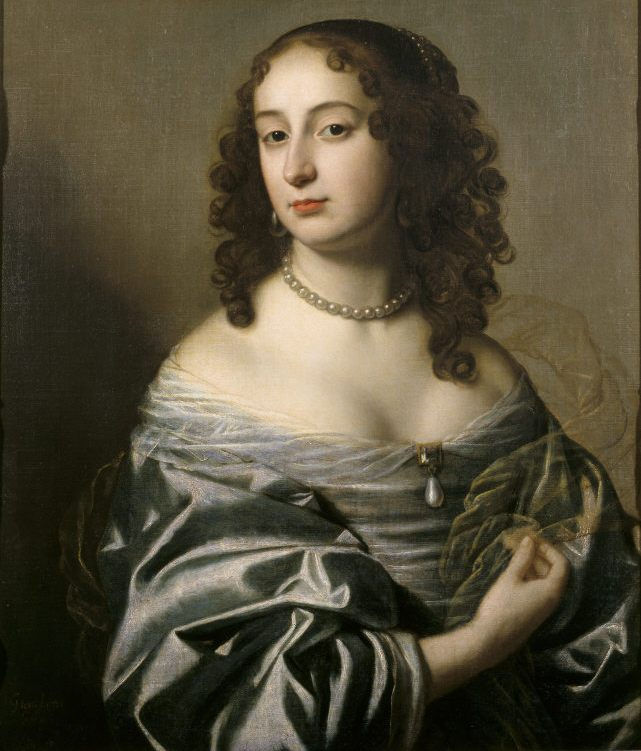
조피 폰 데어 팔츠의 젊은 시절

프리드리히 5세와 엘리자베스 스튜어트 사이에서 12번째 아이로 태어났다. 1658년 브라운슈바이크뤼네부르크 선제후 에른스트 아우구스트와 결혼하였으나, 1698년 그와 사별한다. 그녀는 전부터 유력한 왕위계승자였으나 권리장전으로 인해 좌절되었다. 윌리엄 3세와 메리 2세는 사이가 매우 좋지 않아 후사가 없어 메리의 동생 앤 여왕이 즉위하였으나, 그녀의 아이들은 전부 어렸을 때 죽었고 앤의 이복 남동생 제임스 프랜시스 에드워드 스튜어트는 가톨릭 교도로 영국의 왕위 계승권이 없었으므로 그녀가 왕위 계승 순위 1위였다. 그러나 그녀는 1714년에 사망하고, 앤 여왕도 그 해에 사망하자 그녀의 아들이었던 게오르크가 그레이트브리튼의 군주로 즉위하였다.

## 같이 보기
- 하노버 왕가
- 소피아 귀화법